# 23 (Mike Will Made It)
23 è un singolo del produttore discografico statunitense Mike Will Made It, in collaborazione con gli artisti statunitensi Miley Cyrus, Wiz Khalifa e Juicy J, pubblicato il 10 settembre 2013.

## Antefatti
I rapper hanno registrato le loro parti per primi; Mike Will Made It voleva una donna per registrare la parte che rimaneva e il giorno in cui ha incontrato Miley Cyrus per fare insieme We Can't Stop le ha fatto sentire 23. Miley ha subito voluto registrare la strofa. Mike Will Made It era riluttante a collaborare con Miley Cyrus ma dopo averla sentita registrare la parte si è convinto a cederla all'artista.

## Video musicale
Il video ha riportato Miley Cyrus sulle prime pagine delle testate e dei tabloid, in quanto la cantante veste i panni di una cheerleader in una scuola superiore che si diverte a comportarsi da bulla fumando nei bagni dell'istituto e dimenandosi negli spogliatoi dei ragazzi.

## Tracce
1. 23 (feat. Miley Cyrus, Wiz Khalifa & Juicy J) – 4:12

## Classifiche
| Classifica (2013) | Posizione massima |
| ----------------- | ----------------- |
| Australia         | 39                |
| Belgio (Fiandre)  | 77                |
| Belgio (Vallonia) | 51                |
| Canada            | 25                |
| Francia           | 30                |
| Italia            | 56                |
| Nuova Zelanda     | 22                |
| Spagna            | 44                |
| Stati Uniti       | 11                |